# Morvilliers, Eure-et-Loir
Morvilliers är en kommun i departementet Eure-et-Loir i regionen Centre-Val de Loire strax norr om centrala Frankrike. Kommunen ligger i kantonen La Ferté-Vidame som tillhör arrondissementet Dreux. År 2022 hade Morvilliers 127 invånare.

## Befolkningsutveckling
Antalet invånare i kommunen Morvilliers
Referens:INSEE